# Ментор (Кентаки)
Ментор (енгл. Mentor) град је у америчкој савезној држави Кентаки.

## Демографија
По попису из 2010. године број становника је 193, што је 12 (6,6%) становника више него 2000. године.
| Група             | 2000.        | 2010.       |
| Белци             | 181 (100,0%) | 188 (97,4%) |
| Афроамериканци    | 0 (0,0%)     | 0 (0,0%)    |
| Азијати           | 0 (0,0%)     | 0 (0,0%)    |
| Хиспаноамериканци | 0 (0,0%)     | 5 (2,6%)    |
| Укупно            | 181          | 193         |